# Pisaura novicia
Pisaura novicia är en spindelart som först beskrevs av Ludwig Carl Christian Koch 1878.  Pisaura novicia ingår i släktet Pisaura och familjen vårdnätsspindlar. Inga underarter finns listade i Catalogue of Life.